# Jakub z Ulm
Jakub Griesinger z Ulm (ur. w 1407 w Ulm, zm. 11 października 1491 w Bolonii) – niemiecki Błogosławiony Kościoła katolickiego, dominikanin.

## Życiorys
Był synem szklarza. W ciągu 25 lat chodził na pielgrzymkę do Rzymu, aby zarobić pieniądze. Pewnego dnia odwiedził bazylikę San Domenico, gdzie był grób św. Dominika Guzmana. Był obdarzonym wielkim talentem artystycznym – stworzył witraże dla kościołów. Zmarł 11 października 1491 roku mając 84 lata w opinii świętości. Został beatyfikowany przez papieża Leona XII 3 sierpnia 1825 roku.